# サトノグランツ
サトノグランツ（欧字名:Satono Glanz、2020年4月3日 - ）は、日本の競走馬。主な勝ち鞍は2023年の京都新聞杯、神戸新聞杯。
馬名の意味は、冠名＋輝き（ドイツ語）。

## 戦績

### デビュー前
2021年7月のセレクトセール1歳馬セールに上場され、里見治に1億500万円（税別）で落札された。

### 2歳（2022年）
2022年10月23日に阪神競馬場第5レースの2歳新馬戦（芝1800m）でデビュー。クリストフ・ルメールを鞍上に1番人気に支持されたが、結果は8着という苦いスタートとなった。12月11日の阪神競馬場・2歳未勝利戦で、通算3戦目にして初勝利を収めた。

### 3歳（2023年）
2023年は3月11日の1勝クラス・ゆきやなぎ賞から始動し、そこで2勝目を挙げた。そして5月6日には初の重賞挑戦として京都競馬場で行われた京都新聞杯に出走した。レースは出入りの激しい流れとなったが、中団から冷静に運んだ。直線に入ると、4頭がもつれる激しい叩き合いが繰り広げられたが、それをクビ差で制し、3連勝で重賞初制覇を飾った。これにより、サトノダイヤモンド産駒にとってもJRA重賞初制覇となった。初のGI初出走となった5月28日の東京優駿は後方から脚を伸ばすも、タスティエーラの11着に惨敗。レース後、休養に入った。
東京優駿から約4か月後、9月24日の神戸新聞杯でレースに復帰。道中は中団に待機して直線で馬群を捌いて伸びて、好位から脚を伸ばしてきたサヴォーナをゴール前でわずかに差し切って、アタマ差で重賞2勝目を飾った。なお、勝ちタイムの2分23秒5はコースレコードとなった。神戸新聞杯は父サトノダイヤモンド（2017年）・祖父ディープインパクト（2005年）も勝利しており、親子3代同一GII制覇となった。
10月22日の菊花賞では3番人気に支持されたが、見せ場なく10着と敗れた。

### 4歳（2024年）
4歳初戦は日経新春杯から始動し、3着に入り復調気配を見せた。その後、初の海外遠征として2月17日のカタール・アルライヤン競馬場で行われるアミールトロフィー（G3）へ臨んだが、レベルスロマンスの3着に終わった。帰国後は目黒記念、秋は京都大賞典に出走したがいずれも4着、5着となり、勝利を挙げることが出来なかった。

### 5歳（2025年）
5歳も日経新春杯から始動した。前年と異なり阪神競馬場改修工事に伴うスケジュールの関係で、中京競馬場・芝2200mで行われたが5着に終わった。その後、前年同様に2月15日に行われるカタール・アミールトロフィーへ出走することとなった。このレースではクリストフ・スミヨンとのコンビで臨むこととなったが、レース当日の第1競走（芝1600m）で極端に滑りやすい馬場の影響から落馬事故が発生し、この事態を受けてアミールトロフィーを含む当日のアルカイヤン競馬場での開催中止が決定し、アミールトロフィーは代替として翌16日に近隣のアルウクダ競馬場・芝2300mへ変更して実施されるなど混乱が起きた。順延された翌日のアミールトロフィーに出走したが、結局、昨年同様に3着となった。このレースは前日に一旦は回避を表明していた昨年の勝馬・レベルスロマンスが連覇している。その後は4月5日のドバイミーティング当日に行われるドバイシーマクラシックへの出走も検討されていたが、転戦せずに帰国することとなった。

## 競走成績
以下の内容は、JBISサーチおよびnetkeiba.comの情報に基づく。
| 競走日     | 競馬場       | 競走名       | 格  | 距離（馬場）  | 頭 数 | 枠 番 | 馬 番 | オッズ （人気） | 着順 | タイム （上り3F） | 着差          | 騎手        | 斤量 [kg] | 1着馬（2着馬）       | 馬体重 [kg] |
| ---------- | ------------ | ------------ | --- | ------------- | ----- | ----- | ----- | --------------- | ---- | ----------------- | ------------- | ----------- | --------- | -------------------- | ----------- |
| 2022.10.23 | 阪神         | 2歳新馬      |     | 芝1800m（良） | 11    | 5     | 5     | 001.50（1人）   | 08着 | R1:49.2（34.7）   | -0.9          | 0C.ルメール | 55        | ドクタードリトル     | 480         |
| 0000.11.12 | 東京         | 2歳未勝利    |     | 芝2000m（良） | 11    | 8     | 11    | 004.10（3人）   | 02着 | R2:00.9（33.7）   | -0.0          | 0R.ムーア   | 55        | ドゥレッツァ         | 478         |
| 0000.12.11 | 阪神         | 2歳未勝利    |     | 芝1800m（良） | 15    | 6     | 11    | 002.50（2人）   | 01着 | R1:47.2（35.0）   | -0.1          | 0川田将雅   | 55        | （エルトンバローズ） | 482         |
| 2023.03.11 | 阪神         | ゆきやなぎ賞 | 1勝 | 芝2400m（良） | 12    | 7     | 10    | 003.60（2人）   | 01着 | R2:25.9（34.6）   | -0.1          | 0坂井瑠星   | 55        | （サヴォーナ）       | 490         |
| 0000.05.06 | 京都         | 京都新聞杯   | GII | 芝2200m（良） | 12    | 5     | 6     | 002.80（1人）   | 01着 | R2:14.1（33.3）   | -0.0          | 0川田将雅   | 56        | （ダノントルネード） | 494         |
| 0000.05.28 | 東京         | 東京優駿     | GI  | 芝2400m（良） | 18    | 8     | 18    | 042.70（7人）   | 11着 | R2:25.9（33.1）   | -0.7          | 0川田将雅   | 57        | タスティエーラ       | 490         |
| 0000.09.24 | 阪神         | 神戸新聞杯   | GII | 芝2400m（良） | 13    | 3     | 3     | 005.00（3人）   | 01着 | R2:23.5（33.1）   | -0.0          | 0川田将雅   | 56        | （サヴォーナ）       | 492         |
| 0000.10.22 | 京都         | 菊花賞       | GI  | 芝3000m（良） | 17    | 6     | 11    | 005.00（3人）   | 10着 | R3:04.3（35.1）   | -1.2          | 0川田将雅   | 57        | ドゥレッツァ         | 496         |
| 2024.01.14 | 京都         | 日経新春杯   | GII | 芝2400m（良） | 14    | 8     | 14    | 005.90（3人）   | 03着 | R2:24.0（36.5）   | -0.3          | 0川田将雅   | 57.5      | ブローザホーン       | 506         |
| 0000.02.17 | アルライヤン | アミールT    | G3  | 芝2400m（Gd） | 11    | 5     | 11    |                 | 03着 | R2:29.57          | -（4.75馬身） | 0川田将雅   | 57        | Rebel's Romance      | 計不        |
| 0000.05.26 | 東京         | 目黒記念     | GII | 芝2500m（良） | 13    | 2     | 2     | 005.30（3人）   | 04着 | R2:32.5（33.7）   | -0.2          | 0川田将雅   | 58.5      | シュトルーヴェ       | 498         |
| 0000.10.06 | 京都         | 京都大賞典   | GII | 芝2400m（良） | 11    | 1     | 1     | 002.80（2人）   | 05着 | R2:23.2（34.5）   | -0.3          | 0川田将雅   | 57        | シュヴァリエローズ   | 506         |
| 2025.01.19 | 中京         | 日経新春杯   | GII | 芝2200m（良） | 16    | 5     | 9     | 025.2（10人）   | 05着 | R2:11.0（36.1）   | -0.2          | 0松山弘平   | 58.5      | ロードデルレイ       | 514         |
| 0000.02.16 | アルウクダ   | アミールT    | G3  | 芝2300m（Gd） | 8     | 2     | 3     |                 | 03着 | R2:14.96          | -（1.25馬身） | 0C.スミヨン | 58        | Rebel's Romance      | 計不        |

- 海外の競走の「枠番」欄にはゲート番を記載
- タイム欄のRはレコード勝ちを示す
- 競走成績は2025年2月16日現在

## 血統表
| サトノグランツの血統                          | サトノグランツの血統                            | サトノグランツの血統                            | （血統表の出典）                                | （血統表の出典） |
| 父系                                          | サンデーサイレンス系（ヘイロー系）              | サンデーサイレンス系（ヘイロー系）              | サンデーサイレンス系（ヘイロー系）              | [ § 2 ]          |
| 父 サトノダイヤモンド 2013 鹿毛               | 父の父ディープインパクト 2002 鹿毛              | *サンデーサイレンス                             | Halo                                            | Halo             |
| 父 サトノダイヤモンド 2013 鹿毛               | 父の父ディープインパクト 2002 鹿毛              | *サンデーサイレンス                             | Wishing Well                                    |                  |
| 父 サトノダイヤモンド 2013 鹿毛               | 父の父ディープインパクト 2002 鹿毛              | *ウインドインハーヘア                           | Alzao                                           | Alzao            |
| 父 サトノダイヤモンド 2013 鹿毛               | 父の父ディープインパクト 2002 鹿毛              | *ウインドインハーヘア                           | Burghclere                                      |                  |
| 父 サトノダイヤモンド 2013 鹿毛               | 父の母*マルペンサ Malpensa 2006 鹿毛            | Orpen                                           | Lure                                            | Lure             |
| 父 サトノダイヤモンド 2013 鹿毛               | 父の母*マルペンサ Malpensa 2006 鹿毛            | Orpen                                           | Bonita Francita                                 |                  |
| 父 サトノダイヤモンド 2013 鹿毛               | 父の母*マルペンサ Malpensa 2006 鹿毛            | Marsella                                        | *サザンヘイロー                                 | *サザンヘイロー  |
| 父 サトノダイヤモンド 2013 鹿毛               | 父の母*マルペンサ Malpensa 2006 鹿毛            | Marsella                                        | Riviere                                         |                  |
| 母 *チェリーコレクト Cherry Collect 2009 鹿毛 | 母の父Oratorio 2002 鹿毛                        | *デインヒル                                     | Danzig                                          | Danzig           |
| 母 *チェリーコレクト Cherry Collect 2009 鹿毛 | 母の父Oratorio 2002 鹿毛                        | *デインヒル                                     | Razyana                                         |                  |
| 母 *チェリーコレクト Cherry Collect 2009 鹿毛 | 母の父Oratorio 2002 鹿毛                        | Mahrah                                          | Vaguely Noble                                   | Vaguely Noble    |
| 母 *チェリーコレクト Cherry Collect 2009 鹿毛 | 母の父Oratorio 2002 鹿毛                        | Mahrah                                          | Montage                                         |                  |
| 母 *チェリーコレクト Cherry Collect 2009 鹿毛 | 母の母Holy Moon 2000 鹿毛                       | Hernando                                        | Niniski                                         | Niniski          |
| 母 *チェリーコレクト Cherry Collect 2009 鹿毛 | 母の母Holy Moon 2000 鹿毛                       | Hernando                                        | Whakilyric                                      |                  |
| 母 *チェリーコレクト Cherry Collect 2009 鹿毛 | 母の母Holy Moon 2000 鹿毛                       | Centinela                                       | Caerleon                                        | Caerleon         |
| 母 *チェリーコレクト Cherry Collect 2009 鹿毛 | 母の母Holy Moon 2000 鹿毛                       | Centinela                                       | New Generation                                  |                  |
| 母系(F-No.)                                   | チェリーコレクト(IRE)系(FN:14-f)                | チェリーコレクト(IRE)系(FN:14-f)                | チェリーコレクト(IRE)系(FN:14-f)                | [ § 3 ]          |
| 5代内の近親交配                               | Danzig 4×5 Halo 4･5（父内）Nijinsky 5･5（母内） | Danzig 4×5 Halo 4･5（父内）Nijinsky 5･5（母内） | Danzig 4×5 Halo 4･5（父内）Nijinsky 5･5（母内） | [ § 4 ]          |
| 出典                                          | 1. 2. 3. 4.                                     | 1. 2. 3. 4.                                     | 1. 2. 3. 4.                                     | 1. 2. 3. 4.      |

- 半姉ダイアナブライト（父ディープインパクト）は2021年のクイーン賞勝ち馬。
- 叔母に2018年アイリッシュオークス、ヨークシャーオークス勝ち馬のシーオブクラス。
- そのほかの近親にダビルシム（2011年モルニ賞、ジャン・リュック・ラガルデール賞）。